# Tamir Blatt
Tamir Blatt (Netanya, 4 de mayo de 1997) es un baloncestista israelí que pertenece a la plantilla del Maccabi Tel Aviv de la Ligat ha'Al. Con 1,83 metros de estatura, juega en la posición de base. Es hijo del exjugador y entrenador David Blatt.

## Trayectoria deportiva

### Hapoel Tel Aviv (2014-2017)
El 27 de agosto de 2014, Blatt comenzó su carrera profesional con el Hapoel Tel Aviv, firmando un contrato de cuatro años. En su primera temporada, Blatt fue cedido al A.S. Ramat HaSharon de la Liga Leumit, donde promedió 9,7 puntos, 4,1 asistencias y 2,5 rebotes por partido.
En su tercera temporada en el equipo tuvo una actuación destacada con un promedio de 7,4 puntos, 5,4 asistencias (tercero en la liga) y 2,2 rebotes por partido, ganándose un lugar en la alineación titular del Hapoel. El 18 de abril de 2017 participó en el All-Star de la Liga Israelí.

### Hapoel Holon (2017-2018)
El 13 de julio de 2017 firmó un contrato de dos años con el Hapoel Holon.[5] El 12 de noviembre de 2017 registró un récord personal de 22 puntos, lanzando 6 de 10 desde la línea de tres puntos, junto con cinco rebotes y cinco asistencias en una victoria aplastante por 104-74 sobre Maccabi Rishon LeZion El 5 de diciembre de 2017 consiguió un doble-doble con 13 asistencias (récord personal) y 12 puntos en una victoria por 94-90 sobre EWE Baskets Oldenburg. Posteriormente fue incluido en el quinteto ideal de la semana de la Liga de Campeones.
Ayudó a Holon a ganar la Copa de baloncesto de Israel 2017-18, además de llegar a la final de la liga israelí. En 54 partidos jugados durante la temporada 2017-18 promedió 6,4 puntos y 4,6 asistencias (7º en la Ligat ha'Al en asistencias por partido).

### Hapoel Jerusalem (2018-2021)
El 4 de julio de 2018 firmó un contrato de dos años con el Hapoel Jerusalem, uniéndose a su ex entrenador Oded Kattash. En la temporada 2018-19 ocupó el quinto lugar de la liga en asistencias por partido (5,3). El 4 de mayo de 2019 fue nombrado Mejor jugador joven de la Liga de Campeones.

### Alba Berlin (2021-2023)
El 8 de julio de 2021 firmó con el Alba Berlín de la Basketball Bundesliga. Lideró la BBL en asistencias por cada 48 minutos, con 13,1 (mientras que solo jugó 18,3 minutos por partido en 40 partidos). El 11 de julio de 2023 acordó su salida del equipo alemán.

### Maccabi Tel Aviv (2023-presente)
El 17 de julio de 2023 regresó a su país para fichar por el Maccabi Tel Aviv.